# (211489) 2003 KP
2003 كي بي (ويعرف أيضًا باسم (211489) 2003 كي بي وفق تسمية الكوكب الصغير) (بالإنجليزية: 2003 KP)‏ هو كويكب ضمن حزام الكويكبات؛ وترتيبه 211489 من حيث الاكتشاف.
اكتُشف هذا الجُرم الفلكي بواسطة جيمس ويتني يونغ في 22 مايو 2003.

## وصلات خارجية
- (211489) 2003 KP في قاعدة بيانات مختبر الدفع النفاث لأجرام النظام الشمسي الصغيرة

- الاكتشاف · مخطط المدار ·  العناصر المدارية · المعلمات المادية

- (211489) 2003 KP على موقع ويكي سكاي: DSS2, SDSS, GALEX, IRAS, Hydrogen α, X-Ray, Astrophoto, Sky Map, Articles and images